# Guerre des Cévennes
Pour les articles homonymes, voir Guerre de religion.
Batailles
- 1er Plan de Fontmort
- Champdomergue
- Témélac
- Lézan
- Calvisson
- Mas de Cauvi
- Mas de Gaffarel
- 1re Vagnas
- 2e Vagnas
- Maruéjols-lès-Gardon
- Mas de Serrières
- Pompignan
- Vézénobres
- Villesèque
- Tour de Billot
- Crespenou
- Lussan
- 1re Nages
- Vergèze
- Gavernes
- La Madeleine
- Pont-de-Vallongue
- Martignargues
- 2e Nages
- 2e Plan de Fontmort

La guerre des Cévennes ou guerre des Camisards est un soulèvement des paysans protestants des Cévennes et du Bas-Languedoc sous le règne de Louis XIV. 
Le soulèvement a pour origine la répression qui suit la révocation de l'édit de Nantes en 1685. Après une première période de résistance passive, les camisards passent en 1702 à la lutte armée contre le pouvoir central royal qui se poursuit activement  jusqu'en 1704.

## Origine de la guerre

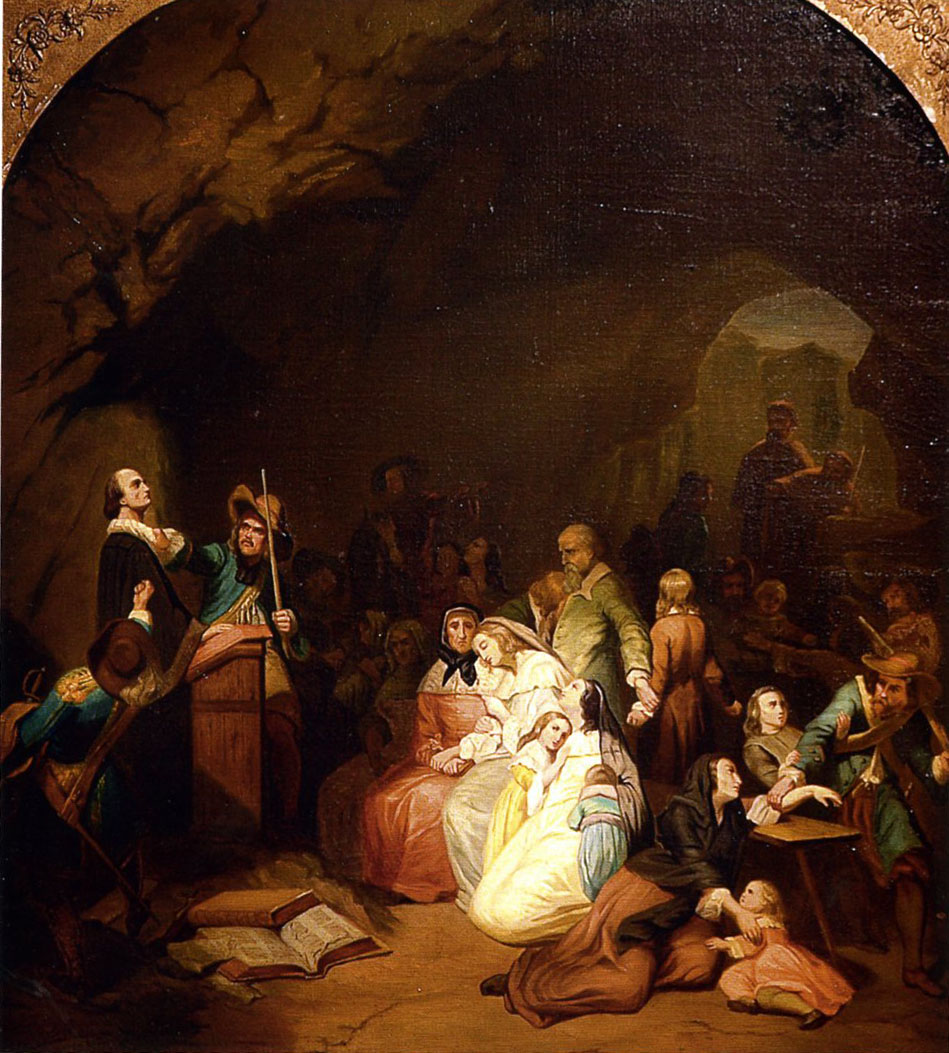
L'Assemblée surprise, peinture de Karl Girardet, 1842.

La guerre des Cévennes tire son origine de l'édit de Fontainebleau, signé par Louis XIV le 18 octobre 1685, qui révoque l'édit de Nantes et interdit le protestantisme. Dans les provinces à forte implantation protestante, les protestants sont convertis de force au catholicisme dans le cadre des dragonnades, qui dans les Cévennes ont eu lieu dès 1683. C'est le cas du Poitou, de la Guyenne, du Dauphiné, ainsi que du Languedoc, où les idées réformées ont pénétré la région entre 1530 et 1560. De nombreux protestants préfèrent émigrer, d'autres continuent de célébrer leur culte clandestinement malgré leur conversion. Les Nouveaux Convertis (ou NC) sont mis à contribution pour surveiller et réprimer les protestants.
Dès la fin octobre 1685, des assemblées clandestines sont signalées, mais les peines contre ceux qui y participent se durcissent : amendes, vexations, séquestres des patrimoines, accueil forcé de soldats, intimidations ou encore prises d'otages. Une conversion rétractée étant considérée comme un crime très grave, ceux qui en sont accusés sont emprisonnés (notamment dans la tour de Constance), les hommes sont condamnés à mort, à la roue ou aux galères, les femmes sont tondues, et les enfants sont enlevés à leurs parents pour être envoyés dans des familles ou des collèges catholiques.
Dans les Cévennes, situées dans le Languedoc dirigé par l'intendant Nicolas de Lamoignon de Basville, 84 personnes sont exécutées, une cinquantaine sont condamnées aux galères et 300 sont déportées aux Amériques en 1686 et en 1687. Néanmoins les Assemblées se poursuivent les années suivantes, mais à partir de 1701, les troubles se multiplient alors que le Royaume de France est engagée dans la guerre de Succession d'Espagne.

## Développements des combats

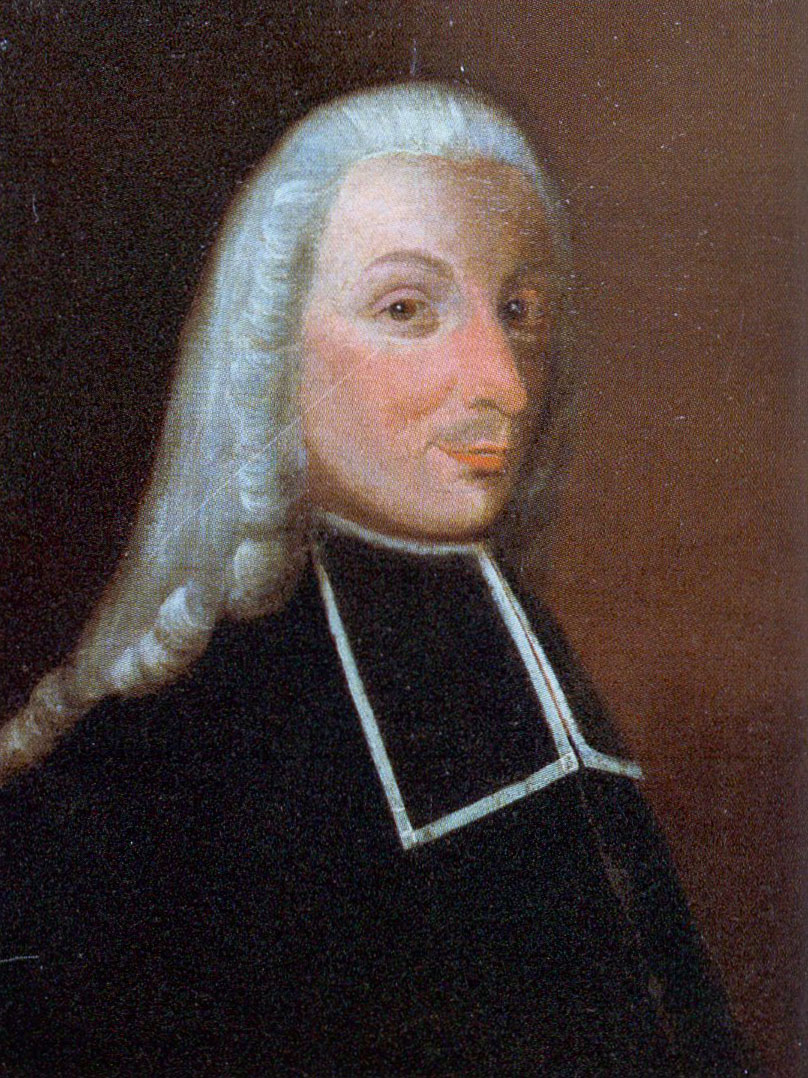
Abbé François de Langlade du Chayla.

Le 22 juillet 1702, Abraham Mazel reçoit une "inspiration divine" à Saint-André-de-Lancize lui enjoignant de délivrer les huguenots faits prisonniers et soumis à la question par l'abbé du Chayla au Pont-de-Montvert,. Ce soir-là, à Plan de Fontmort, Salomon et David Couderc, deux habitants du village, réunissent un groupe autour d'eux. Le 24 juillet, une soixantaine d'hommes, armés de sabres et de faux, menés par Abraham Mazel, pénètrent dans Le Pont-de-Montvert en chantant un psaume, pensant délivrer sans combat les protestants détenus et torturés par l'abbé François de Langlade du Chayla, inspecteur des missions des Cévennes pour le compte du marquis de Basville. Ils réclament la libération des prisonniers. On leur demande d'attendre. Alors, un coup de feu blesse l'un d'entre eux. Ils enfoncent la porte de la maison de l'abbé, libèrent les prisonniers et mettent le feu. Du Chayla, qui tente de s'enfuir par une fenêtre, est rattrapé et tué de 52 coups de couteau soit autant que de protestants qu'il a fait exécuter. Le meurtre de l'abbé du Chayla marque le début de la guerre des Cévennes.
À partir de cette date, des bandes de dizaines ou centaines d'hommes armés se forment, menés par des prophètes, appelés les « inspirés ». Les insurgés commettent alors des actes de vengeance contre des prêtres et des catholiques. Le lieutenant général Victor-Maurice de Broglie, commandant des troupes royales du Languedoc charge le capitaine Poul de réprimer les actes de rébellion, mais sans grand résultat. Gédéon Laporte, un des premiers chefs, est cependant tué lors du mois d'octobre.
D'autres protestants, sous l'impulsion des élites villageoises, préférèrent une attitude loyaliste et combattirent les camisards. Ce fut le cas des habitants de Fraissinet-de-Lozère, pourtant très proches du Pont-de-Montvert. Ils seront cependant également victimes de la destruction de leurs maisons pendant le « Grand Brûlement des Cévennes » à la fin de l'année 1703.

## Les camisards

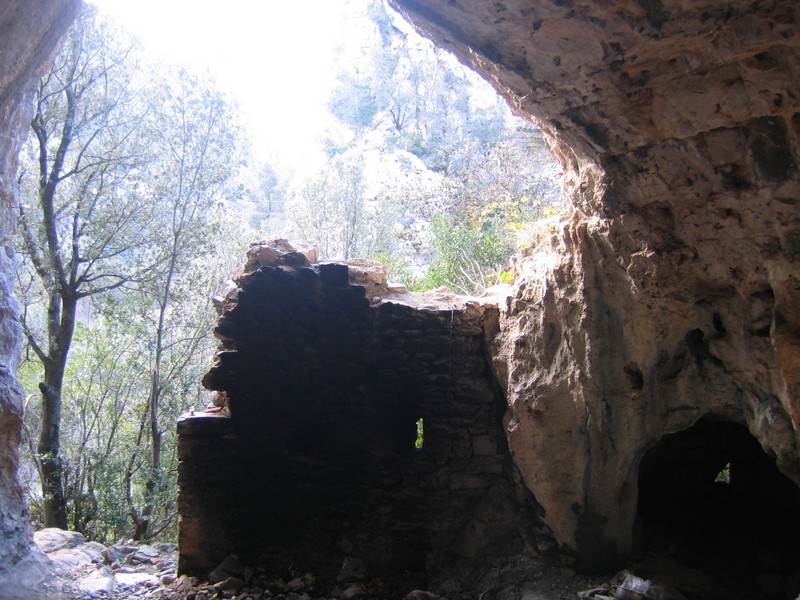
Caverne, baume fortifiée typique, ayant servi d'abri aux camisards à Saint-Julien-de-la-Nef.

À partir de janvier 1703, les insurgés protestants, surnommés les « fanatiques » par les royaux, prennent progressivement le nom de camisards. Plusieurs bandes sont formées, les principaux chefs sont Jean Cavalier, à la tête de 700 hommes avec comme lieutenants : Rastelet, Abdias Maurel, dit Catinat, Ravanel, Bonbonnoux et Claris. Pierre Laporte, dit Rolland, commande 300 à 400 hommes auxquels se joignent souvent les 50 à 100 hommes d'Abraham Mazel. Nicolas Jouanny commande 300 à 400 hommes dans la montagne du Bougès. Enfin Castanet dirige une petite bande dans le mont Aigoual. On compte quelques autres chefs notamment Salomon Couderc et Antoine Atger.
Les camisards sont généralement des paysans ou des tondeurs de moutons et cardeurs de laine, dont la moyenne d'âge se situe entre 20 et 25 ans. Géographiquement l'insurrection a commencé dans le massif du Bougès, situé le long de la bordure sud-est de l'actuel département de la Lozère (Hautes-Cévennes) puis s'est répandue dans l'actuel département du Gard (Basses-Cévennes), à l'exception du territoire situé à l'est d'une ligne allant de Nîmes à Barjac et au nord d'une ligne entre Génolhac et Saint-Ambroix. Dans l'actuel arrondissement du Vigan, le territoire à l'ouest de la commune d'Aulas n'est pas touché.

## Les troupes royales

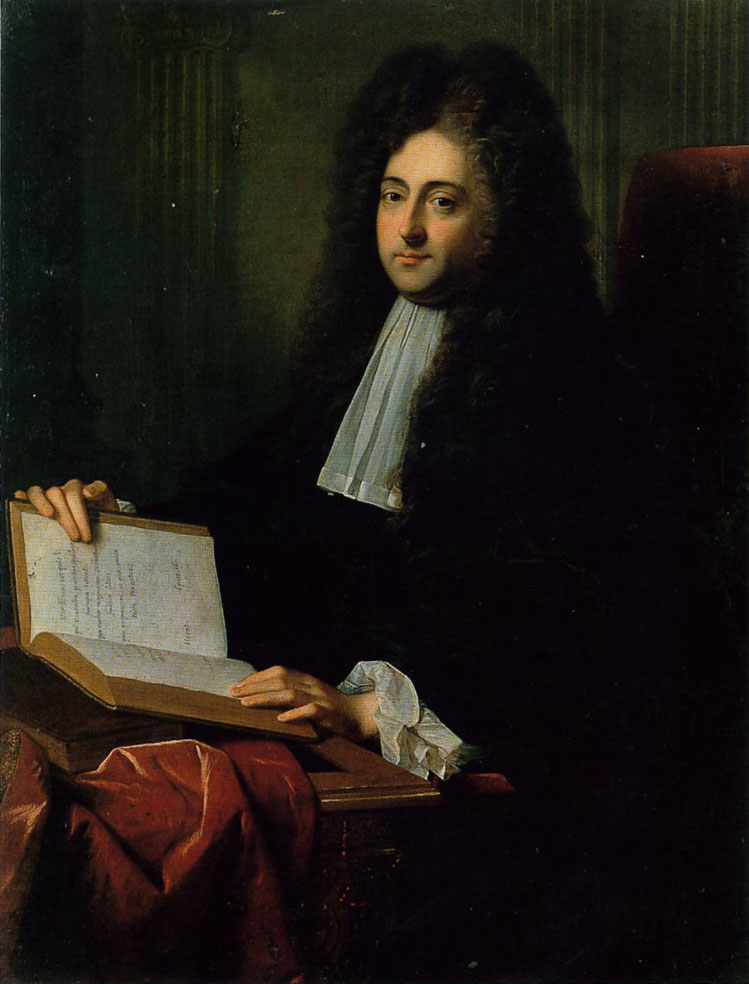
Nicolas de Lamoignon de Basville.

Face aux camisards, les troupes royales commandées par le lieutenant général Victor-Maurice de Broglie disposent dès mars 1703 de 20 000 soldats, fusiliers et dragons. De plus, plusieurs compagnies de milice sont formées dans les paroisses catholiques ; on y trouve les « florentins » ou « camisards blancs » ; 200 à 700 hommes, les « cadets de la Croix » ; 1 500 à 2 000 hommes originaires de l'Uzège à l'est qui commettent de nombreuses exactions, et les « compagnies franches de partisans », 200 à 300 hommes originaires de La Vaunage au sud, formés comme des troupes régulières.

## Les combats

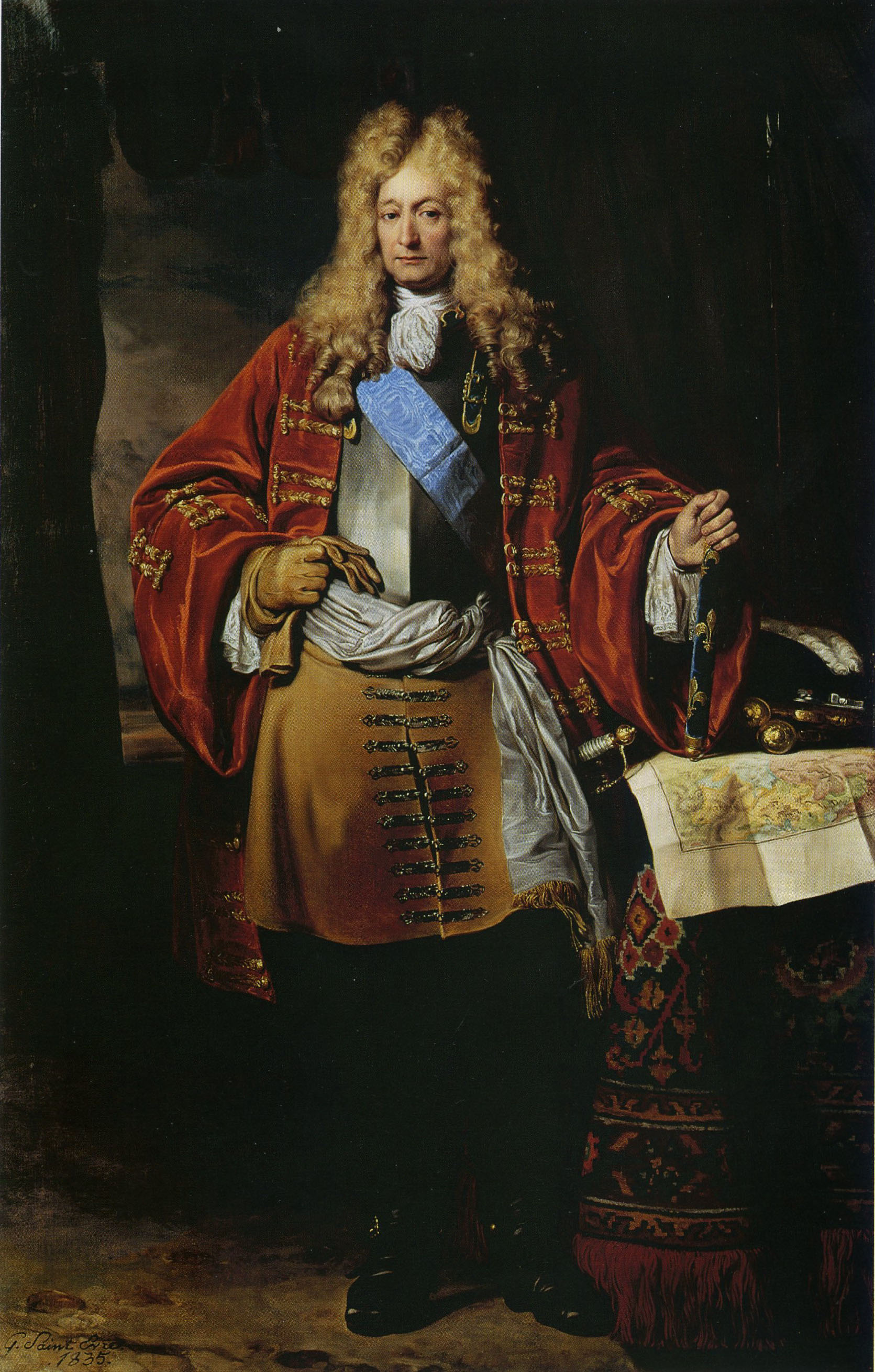
Nicolas Auguste de La Baume de Montrevel,
peinture de Saint-Evre Gillot, 1835.

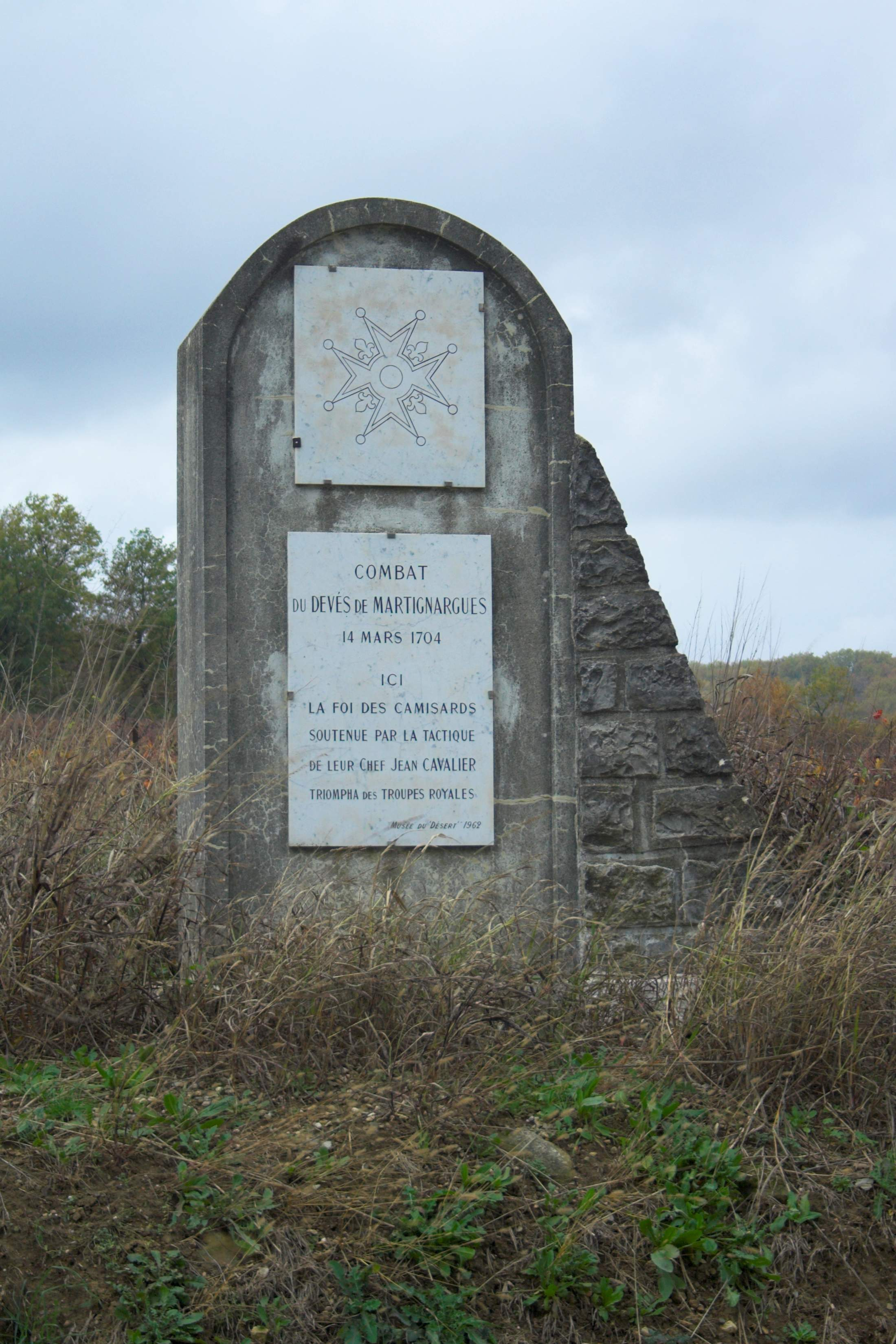
Monument commémoratif de la victoire des camisards de Cavalier à la bataille du Déves de Martignargues.

Pendant les mois qui suivent, de nombreux affrontements, escarmouches, embuscades et actes de guérilla opposent les troupes royales aux camisards. Le capitaine Poul est tué le 12 janvier. Face aux exactions des troupes régulières et surtout des milices bourgeoises moins disciplinées, les camisards assassinent les prêtres et incendient les églises catholiques. À Fraissinet-de-Fourques, 40 femmes et enfants de miliciens catholiques sont massacrés par les camisards de Castanet, le 21 février 1703.
Le 14 janvier 1703, Nicolas Auguste de La Baume de Montrevel, maréchal de France, remplace le comte de Broglie à la tête des troupes royales et amène avec lui 3 000 miquelets. Le 25 février, par ordonnance royale, Basville et Montrevel reçoivent tous les pouvoirs ; les camisards pris les armes à la mains sont exécutés sans jugement, par pendaison ou par le supplice de la roue, et parfois le bûcher ; de plus leurs maisons sont rasées et leurs biens confisqués.
En février 1703, après une tourmente de neige, le maréchal de camp Jacques de Jullien signe une franche victoire contre la troupe de Cavalier, en rase campagne. Il reçoit à Versailles, le 5 janvier 1703, les ordres du roi Louis XIV à cet égard. Il prend le parti de détruire les ressources des camisards en anéantissant toute la population qui les soutenait par le brûlement des bourgs et villages et la déportation des habitants. Il n'eut de cesse d'isoler le pays pour éviter toute extension de la rébellion (en Vivarais en particulier), redoutant toute aide pouvant venir par la Suisse ou la Savoie des puissances extérieures.
Le 1er avril, dimanche des Rameaux, une vingtaine de femmes et d'enfants protestants sont surpris à une assemblée près de Nîmes et meurent brûlés vifs ordonné par le maréchal de Montrevel (massacre du moulin de l'Agau).
Le 20 septembre les villages catholiques de Saturargues et de Saint-Sériès sont attaqués par les camisards, 60 Saturarguois et 11 Saint-Sériains, hommes, femmes et enfants sont massacrés. Le 11 octobre, les villages de Sainte-Cécile-d'Andorge et de Saint-Julien-des-Points, restés fidèles à la foi catholique, sont incendiés par Rolland et Jouanny. À Sainte-Cécile-d'Andorge, des habitants se réfugient dans leur église transformée en forteresse. Neuf habitants qui n’ont pu l'atteindre à temps sont tués, les autres seront sauvés. Quelques jours plus tard, l'abbé Vidal, curé du village, mènera une expédition punitive et meurtrière contre la paroisse protestante voisine de Branoux.
De leur côté les huguenots français réfugiés à l'étranger, le marquis de Miremont notamment, tentent de convaincre les pays en guerre contre la France de débarquer des troupes pour appuyer les camisards. Des navires anglais et hollandais s'approchent des côtes dans les environs de Sète mais Montrevel prend la menace au sérieux et fait surveiller les côtes, ce qui provoque l'échec de la tentative de jonction.
Cependant les troupes royales restent tenues en échec et en septembre, Basville décide de dépeupler les Cévennes afin d'isoler les camisards de la population et de les laisser sans vivres ni ressources. Selon son plan, approuvé par le roi, les 31 paroisses désignées doivent être détruites et réduites en cendres. Leurs 13 212 habitants reçoivent l'ordre de rassembler leurs meubles et bestiaux et de gagner les villes et les bourgs surveillés par les royaux. De septembre à décembre 1703 toutes ces paroisses sont incendiées avec au passage de nombreux meurtres et pillages commis par les miliciens florentins.
Mais, le 14 mars 1704, 1 100 camisards commandés par Jean Cavalier remportent leur plus grande victoire, 400 à 600 soldats d'élite de la marine et 60 dragons sont mis en déroute à Martignargues, entre 180 et 350 soldats royaux sont tués lors de l'affrontement contre une vingtaine de morts pour les camisards. À l'annonce de cette nouvelle, Louis XIV renvoie Montrevel et nomme un autre maréchal de France, Claude Louis Hector de Villars, pour le remplacer.

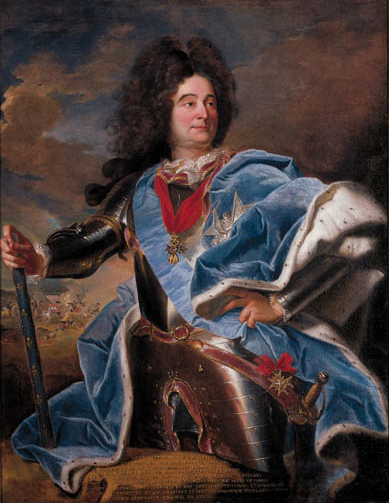
Claude Louis Hector de Villars,
peinture de Hyacinthe Rigaud.

En avril, 150 paysans sont massacrés par les royaux à Branoux-les-Taillades et Saint-Paul-la-Coste.
Néanmoins, le 19 avril, deux jours avant son départ, Montrevel, à la tête de 1 000 hommes, bat Cavalier et s'empare même de son quartier général. Aussi le 30 avril, Jean Cavalier entame-t-il des négociations avec les royaux.

## La fin de la guerre
Le 16 mai, Cavalier rencontre à Nîmes le maréchal de Villars. Cavalier demande l'amnistie pour lui et ses hommes, l'autorisation de quitter la France et la libération des prisonniers. Une trêve est conclue en attendant la réponse du roi. Celle-ci arrive le 27 mai et permet à Cavalier, suivi d'une centaine de fidèles, de quitter la France le 23 juin, mais aucune garantie sur la liberté de culte, première revendication des camisards, n'est accordée par Versailles. La capitulation de Cavalier n'est pas du tout approuvée par les autres chefs camisards, en particulier Pierre Laporte, qui décident de poursuivre les combats.

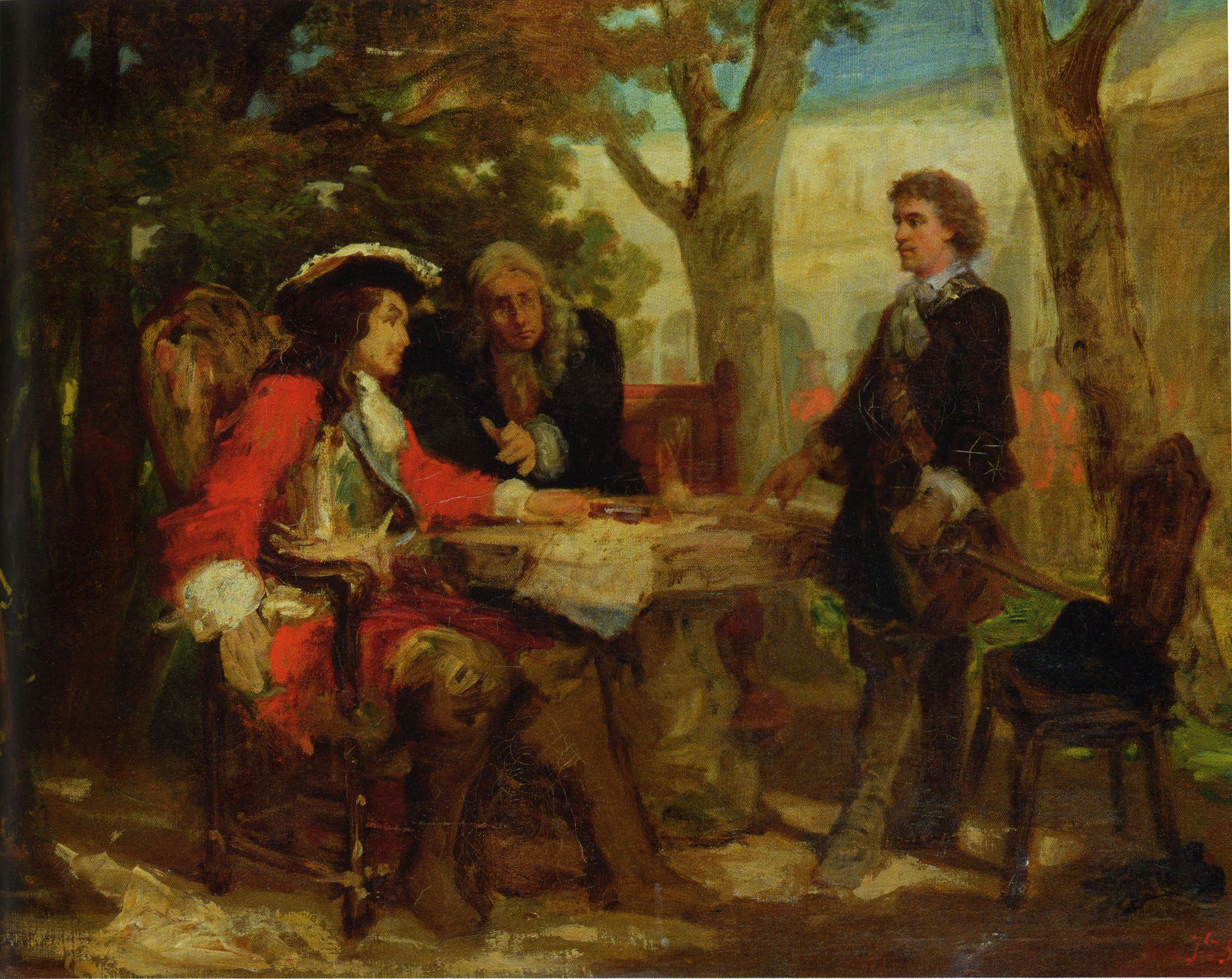
Entrevue du maréchal de Villars et de Jean Cavalier à Nîmes, le 16 mai 1704.
Peinture de Jules Salles, vers 1865.

Fin juin, les Anglais et les Hollandais tentent de débarquer dans le golfe du Lion mais l'expédition échoue en raison d'une tempête.
Des hommes de Cavalier s'étant joints à lui, Rolland commande 1 200 hommes. Cependant, trahi, Rolland est tué au château de Castelnau-Valence le 13 août 1704. Finalement en septembre et octobre, les chefs camisards, Castanet, Jouany, Couderc, la Rose et Mazel se soumettent. Ils sont autorisés à quitter la France et se réfugient en Suisse.
En décembre, les derniers irréductibles sont réduits par Villars. La guerre des Cévennes est terminée, Villars quitte la région et est remplacé par le maréchal de France Jacques Fitz-James de Berwick ; des troubles sporadiques se maintiennent jusqu'en 1710.

## Derniers troubles

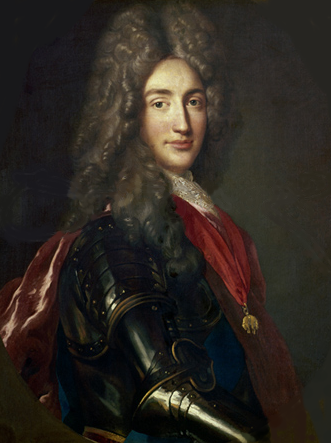
Jacques Fitz-James de Berwick.

Malgré la pacification, Ravanel et Claris ont refusé de se soumettre, de même Mazel ne reste pas longtemps inactif et organise des assemblées. Il est néanmoins arrêté en janvier 1705. Plusieurs chefs camisards exilés, comme Catinat, Castanet ou Élie Marion ne tardent pas à rentrer en France et tentent de relancer la guerre. Ils sont cependant traqués par les troupes royales et ne disposent plus du soutien de la population, aussi la plupart sont rapidement capturés et exécutés. Castanet est roué vif à Montpellier en mars 1705.
En avril 1705, Vilas, un protestant de Genève s'associe avec Catinat et Ravanel et organise le complot de la « ligue des enfants de Dieu » visant à enlever le duc de Berwick et Nicolas de Lamoignon de Basville, à prendre le port de Sète pour faire débarquer les troupes anglaises et soulever de nouveau les Cévennes. Mais le complot est déjoué, et une centaine de personnes sont arrêtées et jugées. Trente sont condamnées à mort parmi lesquels Vilas, roué vif, ainsi que Catinat et Ravanel qui sont brûlés vifs. Salomon Couderc périt à son tour sur le bûcher un mois plus tard.
De son côté, Jean Cavalier forme un régiment, en partie composé de camisards, pour le service du royaume d'Angleterre et combat contre le royaume de France, néanmoins son régiment est détruit le 25 avril 1707 à la bataille d'Almansa, Cavalier, lui-même grièvement blessé se réfugie en Angleterre et cesse dès lors toute activité militaire.
Emprisonné, Abraham Mazel s'évade en juillet 1705 et s'enfuit en Angleterre. Il regagne la France en 1709 et tente d'organiser une nouvelle insurrection avec le soutien des Anglais. Mazel rassemble une centaine d'hommes, exige le rétablissement de l'édit de Nantes et la libération des camisards prisonniers et galériens, capturés depuis la pacification. Mais les camisards sont écrasés.
Mazel n'abandonne pas, en 1710, secondé par Claris, il tente d'organiser un débarquement de troupes anglaises. En juillet les Anglais débarquent à Sète mais face à l'arrivée de troupes françaises, réembarquent presque aussitôt. Finalement, dénoncé, Mazel est tué près d'Uzès le 14 octobre 1710. Claris est roué vif en octobre et Jouany est exécuté en 1711.
En 1713, le royaume de France signe la paix avec le royaume de Grande-Bretagne, la guerre de Succession d'Espagne est presque terminée. À la demande d'Anne, reine de Grande-Bretagne, Louis XIV gracie 136 galériens emprisonnés pour fait de religion, ils sont relâchés et exilés en Angleterre.
Les persécutions du royaume de France contre les protestants cesseront définitivement le 7 novembre 1787 par l'édit de Versailles, dit « édit de tolérance », signé par Louis XVI, et dont Chrétien-François de Lamoignon de Bâville, le propre fils de Nicolas de Lamoignon de Basville avait été à l'origine.

## Bilan humain
Selon l'historien Pierre Rolland, sur les 7 500 à 10 000 camisards qui ont pris part à la guerre, au moins 2 000 sont morts au combat et 1 000 ont été exécutés sommairement, 200 ont été exécutés après jugement, par pendaison, supplice de la roue et bûcher. 2 000 ont été emprisonnés ou envoyés à l'armée et 200 condamnés aux galères. Pour les rescapés 1 000 à 1 200 se sont rendus en 1704, beaucoup se sont exilés en Suisse.
Dans son Mémoire sur l'état présent des affaires de Languedoc adressé en 1718, l'intendant Nicolas de Lamoignon de Basville estime que plus de 14 000 hommes ont perdu la vie lors de la révolte.
Selon le prêtre catholique Jean Rouquette, au moins 471 civils ont été massacrés par les camisards.

## Bibliographie

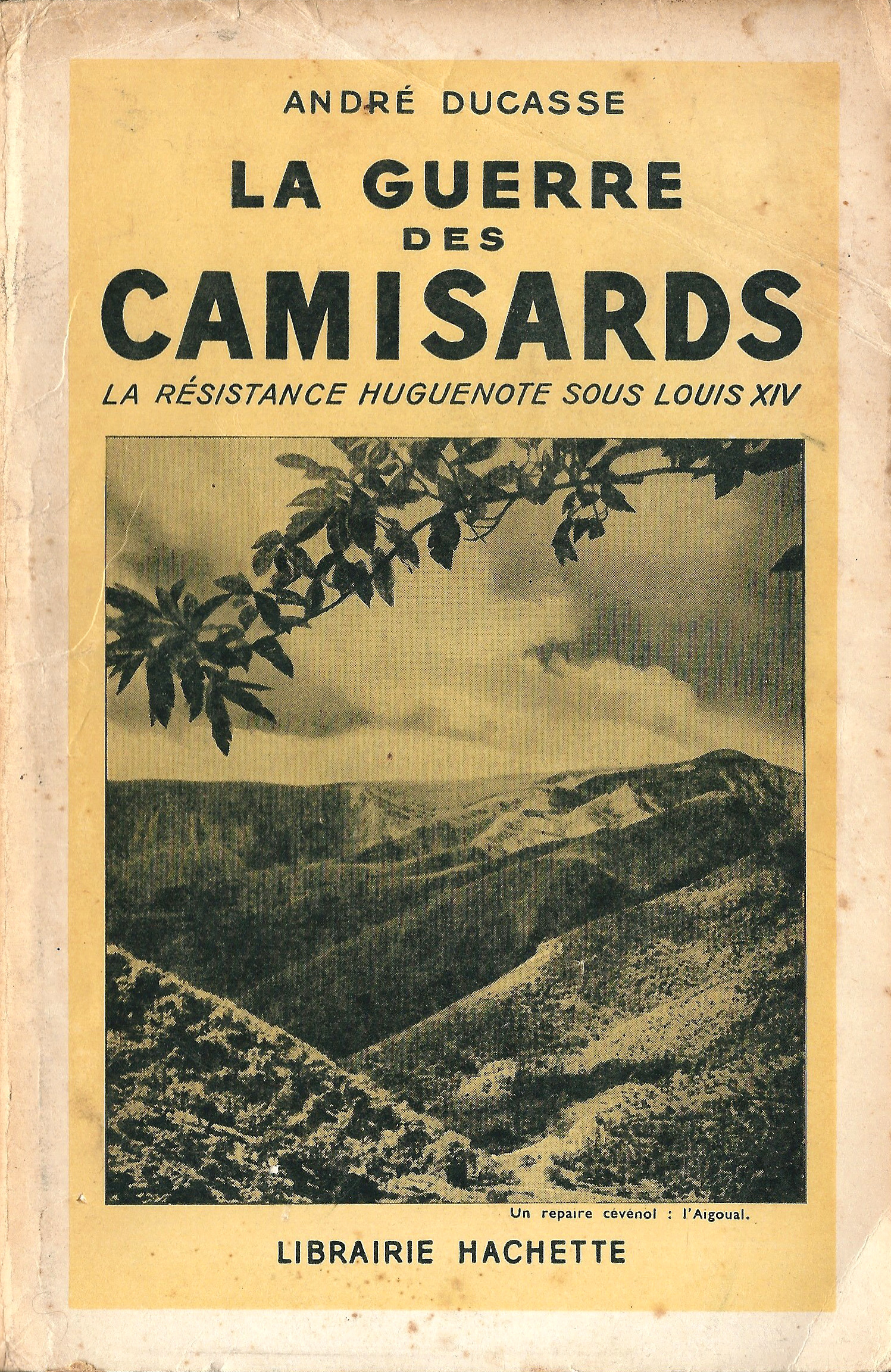
André Ducasse, La Guerre des Camisards, chez Hachette.

### Témoignages des contemporains
- Jean-Baptiste Louvreleul, prêtre, frère de la Doctrine chrétienne, Le Fanatisme renouvelé, ou, histoire des sacrilèges, des incendies, des meurtres et des autres attentats que les calvinistes révoltés ont commis dans les Cévennes, et des chatiments qu'on en a faits, 4 volumes, 1704-1706, rééd. à Avignon : chez Seguin ainé, 1868, en 1 vol.
- Antoine Court, Histoire des troubles des Cévennes: ou de la guerre des Camisars sous le règne de Louis le Grand, Villefranche : chez Pierre Chrétien, 1760, 3 vol. (vol. 1 , vol. 2 & vol. 3)
- David Augustin de Brueys (1640-1723), avocat protestant à Montpellier, Histoire du fanatisme de nostre temps, Paris : chez François Muguet, 1692, 259 p. ; Montpellier : chez Jean Martel, en 3 volumes, 1709-1713 (vol. 1
- Jacob Rossel, baron d'Aigaliers, Mémoires sur les derniers troubles de la Province du Languedoc 1702-1705, dans le Bulletin historique et littéraire, Société de l'Histoire du Protestantisme Français, vol. 15, no 9, 1866, p. 444-446
- Mémoires inédits d'Abraham Mazel et d’Élie Marion sur la guerre des Cévennes, (1701-1708), édités par Charles Bost, à Paris : chez Fischbacher, 1931, XVII+237 p.
- Mémoires de Bonbonnoux, chef camisard et pasteur du Désert, édité par Jean-Jules Vielles (En Cévennes), 1883 & à Nîmes : chez C. Lacour, 2008
- Maximilien Misson, Le Théâtre sacré des Cévennes ou récit de diverses merveilles opérées dans cette partie de la Province du Languedoc, à Londres : chez Robert Roger, 1707 (part. 1) ; réédition critique présentée par Jean-Paul Chabrol, à Nîmes : Ếditions Alcide, 2011, 248 p.
- Jean Cavalier, Mémoires sur la guerre des Camisards, traduits de l'édition de Dublin (1726), en anglais et annotés par Frank Puaux, Paris : chez Payot (collection Le Regard de l'Histoire), 1973, 270 p. — Le livre était déjà paru sous le titre de Mémoires sur la guerre des Cévennes de Jean Cavalier, chez Payot en 1918

### Littérature
- Eugène Sue, Jean Cavalier, 1840.